# Capitalisme racial

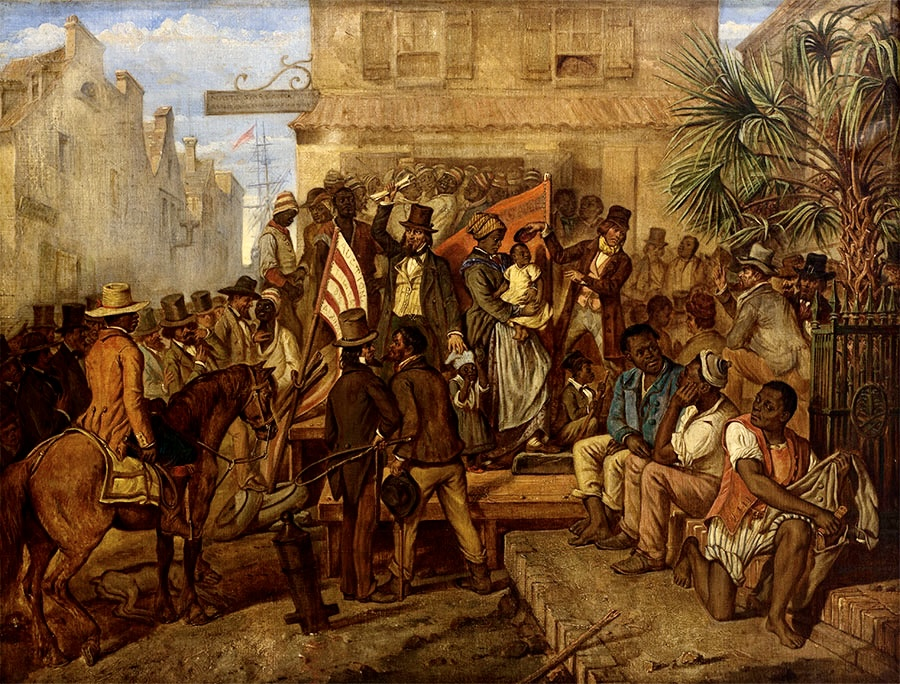
Vente d'esclaves à Charleston, en Caroline du Sud (États-Unis), 1854.

Le capitalisme racial est un concept qui recadre l'histoire du capitalisme comme étant fondée sur l'extraction de la valeur sociale et économique des personnes d'identités raciales marginalisées, généralement des Noirs. Il a été décrit par Cedric Robinson dans son livre Marxisme noir. La Genèse de la tradition radicale noire, publié en 1983, qui, contrairement à ses prédécesseurs et à ses successeurs, théorise que tout capitalisme est intrinsèquement un capitalisme racial et que le racialisme est présent dans toutes les couches de la stratification socio-économique du capitalisme. Jodi Melamed a résumé ce concept en expliquant que le capitalisme « ne peut s'accumuler qu'en produisant et en se déplaçant à travers des relations de grave inégalité entre les groupes humains » et que, par conséquent, pour survivre, le capitalisme doit exploiter la « différenciation inégale de la valeur humaine » et en faire sa proie.
Avant que Robinson n'invente le concept, des chercheurs et des théoriciens tels que W. E. B. Du Bois, C. L. R. James et Eric Williams avaient largement documenté les fondements du capitalisme industriel sur le colonialisme et l'esclavage, tout en s'éloignant de l'eurocentrisme du marxisme,,. En outre, des radicaux noirs de la sociologie américaine tels que Du Bois, St. Claire Drake, Horace Cayton et Oliver Cromwell Cox ont jeté les bases d'une recherche universitaire sur l'intersection du racisme et du capitalisme,,.
Dans la littérature académique moderne, le capitalisme racial a été discuté dans le contexte des inégalités sociales, allant des questions de justice environnementale,,,, en passant par l'apartheid sud-africain et le conflit israélo-palestinien, jusqu'aux disparités dans les taux de contraction de la pandémie de COVID-19.

## Origine du terme
Les propos de Robinson sur le capitalisme racial, dans son livre Marxisme noir. La Genèse de la tradition radicale noire, ont joué un rôle central dans le domaine émergent des études africaines noires et diasporiques, où de nouveaux liens ont été établis entre le capitalisme, l'identité raciale et le développement de la conscience sociale déconnectée - c'est-à-dire la discontinuité des relations interhumaines - au cours du XXe siècle. Selon les propres termes de Robinson : « Le développement, l’organisation et l’expansion de la société capitaliste ont emprunté des directions essentiellement raciales » et « on pouvait s’attendre à ce que le racialisme s’infiltre inévitablement dans les structures sociales émergentes du capitalisme ». S'appuyant sur des examens antérieurs de la discrimination raciale inhérente à diverses idéologies politiques et structures sociétales, Robinson a remis en question la notion marxiste de négation par le capitalisme des principes discriminatoires fondamentaux du féodalisme européen, à savoir son système rigide de castes et sa dépendance à l'égard du servage multigénérationnel. Ainsi, au lieu de considérer le capitalisme comme révolutionnaire et radicalement libérateur, comme l'a fait, par exemple, Michael Novak, Robinson a soutenu l'inverse : le capitalisme n'a pas libéré les personnes en situation d'oppression raciale, pas plus qu'il n'a aboli les pratiques discriminatoires du féodalisme ; au contraire, le capitalisme a donné naissance à un nouvel ordre mondial, qui a étendu - et non déconstruit - ces pratiques discriminatoires, et qui s'est développé et s'est entremêlé avec diverses formes d'oppression raciale : « esclavage, violence, impérialisme et génocide »,,. Bien que le capitalisme racial ne soit pas limité aux territoires européens ou à ceux qui étaient auparavant sous la domination coloniale ou impériale de l'Europe, c'est au cours de l'essor économique et intellectuel de l'Europe occidentale au XVIIe siècle que le capitalisme et l'exploitation raciale ont été liés pour la première fois. Selon Robinson, le capitalisme racial émane donc de la « tendance de la civilisation européenne [à ne pas] homogénéiser [les groupes de peuples], mais [à les] différencier » - une différenciation qui a conduit à la hiérarchisation raciale et, par conséquent, à l'exploitation, à l'expropriation et à l'expatriation.

## Histoire

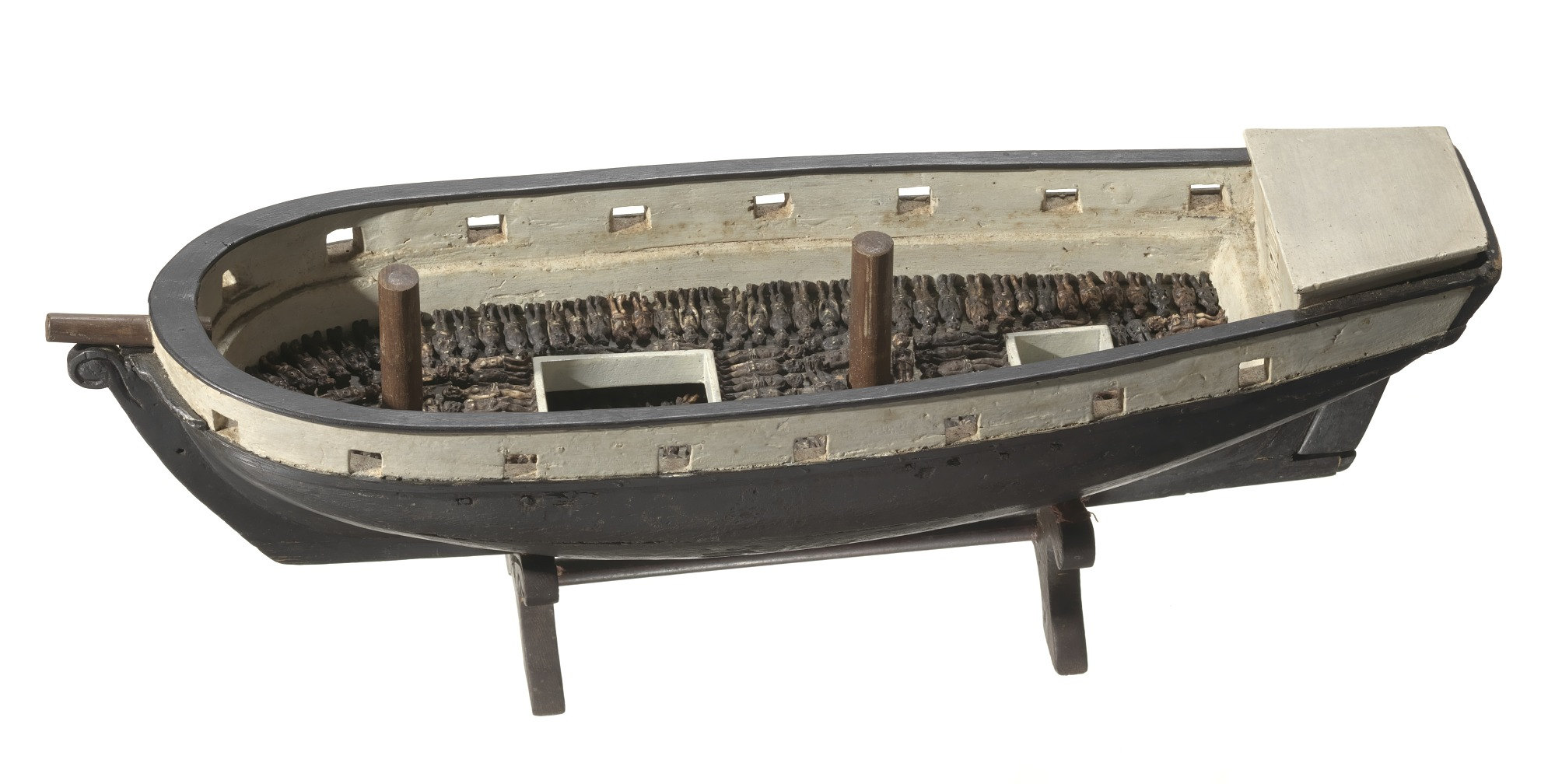
Maquette d'un navire négrier réalisée par un artiste inconnu dans la première moitié du XXe siècle et exposée au Musée national de l'histoire et de la culture afro-américaines.

Depuis le début de l'époque moderne et jusqu'à son apogée à l'époque du nouvel impérialisme, « le racisme a constitué une arme indispensable dans l'arsenal des élites étatiques, utilisée pour contenir les luttes de classe menées par les populations subalternes en vue de sécuriser le système pour l'accumulation du capital ».
Le colonialisme européen a été en grande partie motivé par l'effondrement progressif du féodalisme, dont le déclin a été accéléré par des événements tels que la peste noire, les famines et les guerres dès le XIVe siècle. Ce déclin a engendré une crise de l'accumulation du capital, qui s'est traduite par des luttes des classes ébranlant le système féodal et de nombreuses élites ont peu à peu envisagé la colonisation comme un moyen de maintenir leur richesse et leur pouvoir. La fusion de la race et du capitalisme s'est matérialisée pour la première fois à l'époque moderne avec l'avènement de la traite atlantique des esclaves à la fin du XVIIe siècle. Bien que l'esclavage ait existé pendant des milliers d'années avant la colonisation européenne des Amériques et la traite transatlantique qui s'est ensuivie (par exemple, l'esclavage était très répandu dans la Grèce et la Rome antiques), le racisme et sa convergence avec le capital, tels qu'ils sont compris aujourd'hui, sont apparus en même temps que le colonialisme européen et l'esclavage au XVIIe siècle. Les voyages transatlantiques des explorateurs d'Europe du Nord vers le Nouveau Monde, contrairement aux conquêtes des colonisateurs espagnols, qui ont révélé d'importants gisements d'or, d'argent et d'autres métaux précieux, ont été subventionnés principalement par des plantations agricoles. En 1619, un groupe d'Africains réduits en esclavage a été amené en Virginie, ce qui a coïncidé avec l'établissement de la culture du tabac en tant que composante majeure de l'économie coloniale de la Virginie. L'agriculture de rente dans les colonies européennes était toutefois principalement assurée par des serviteurs blancs sous contrat et ce n'est que dans la seconde moitié du XVIIe siècle que la servitude a été progressivement supplantée par l'esclavage dans les colonies européennes d'Amérique. Les serviteurs sous contrat des Amériques, pour la plupart des Européens endettés ou emprisonnés, travaillaient pour le compte d'un propriétaire de plantation pendant une période déterminée, généralement de quatre à sept ans, avant d'obtenir le statut d'« homme libre ». À mesure que les plantations se sont multipliées, que la charge de travail a augmenté et que les périodes de servitude ont expiré, les colons blancs américains ont cherché des moyens plus durables d'obtenir un emploi économique et sans restriction pour répondre à la demande croissante et aux quotas de profit toujours plus élevés.
En 1661, le Code des esclaves de la Barbade a été promulgué par la législature coloniale et a servi de base à d'autres codes des esclaves dans les Amériques. Sur le papier, la législation protégeait à la fois l'esclave et l'esclavagiste d'une cruauté odieuse, mais dans les faits, seul ce dernier bénéficiait d'une sécurité légale. Les esclavagistes disposaient de diverses méthodes pour maintenir les esclaves en état de sujétion et la loi prévoyait une intervention juridique si les esclaves exerçaient des représailles ou se livraient à une insurrection collective, tandis que les esclaves étaient exclus de tout recours juridique s'ils étaient victimes de cruauté ou de maltraitance. Au cours de cette période, des Gens de couleur libres étaient cependant présents dans plusieurs colonies européennes, dont certaines bénéficiaient même d'une liberté protégée par l'État. Dans un récit, la baie de Chesapeake est décrite comme ayant un caractère multiracial au début et au milieu des années 1600.
À la suite de la révolte de Nathaniel Bacon en 1676, au cours de laquelle une coalition multiraciale de serviteurs sous contrat européens et d'esclaves africains a uni ses forces dans une révolte finalement infructueuse contre le gouverneur de Virginie Sir William Berkeley, une stratification raciale s'est mise en place pour empêcher de futures alliances interraciales dans la colonie. En privilégiant les serviteurs européens et en stipulant que tous les esclaves africains introduits en Virginie étaient considérés comme des biens meubles, les autorités coloniales ont créé un système de séparation des différentes races au sein de la population active, en utilisant la couleur comme mécanisme de tri. Dans les années 1680, les catégories de « Blancs » et de « Noirs » sont apparues, supplantant les distinctions antérieures de nationalité ou de religion,.
L'esclavage dans le monde atlantique a développé la conception raciale de la propriété de plusieurs manières, en particulier aux États-Unis. L'une d'entre elles consistait à classer les personnes dans le système de propriété. Plus précisément, la propriété dépendait de la race et seuls les hommes blancs conservaient le droit de posséder des biens - des biens qui incluaient aussi bien les hommes blancs que non blancs. La blancheur, pour le sous-ensemble d'hommes blancs propriétaires, permettait donc de posséder des biens et de se protéger de la menace de devenir soi-même un bien. Sous le joug de l'esclavage mobilier et soumis à ses pratiques brutales, les esclaves, et par extension les hommes et les femmes de couleur, étaient déshumanisés, c'est-à-dire réduits à un statut inférieur à celui de l'homme.
Au cours de l'ère victorienne, des vagues de migration vers l'Europe occidentale et l'Amérique du Nord ont eu lieu, généralement de la part de groupes fuyant la persécution ou la famine dans leur pays (comme les catholiques irlandais échappant à la Grande Famine et les immigrants juifs fuyant les pogroms en Russie). Une fois arrivés, ces immigrants étaient souvent racialisés en tant qu'« autres » étrangers et contraints à des conditions de travail sordides en tant que membres du prolétariat urbain en pleine expansion. Grâce à un processus d'assimilation culturelle, ces groupes d'immigrés ont toutefois fini par être considérés comme « blancs » par la société dans son ensemble, ce qui leur a permis d'accéder à la mobilité sociale dans le système capitaliste, ce que n'ont pas pu faire d'autres groupes marginalisés,.

## Le capitalisme racial contemporain
Le capitalisme racial a été théorisé par des universitaires comme étant au cœur de nombreux problèmes impliquant l'inégalité raciale, y compris les questions de justice environnementale,,,, les impacts disproportionnés du COVID-19, ainsi que l'apartheid sud-africain et le conflit autour de la colonisation de la Palestine. Des travaux récents ont également étendu les analyses du capitalisme racial aux données et au capital générés par l'utilisation d'applications et de plateformes numériques.
Dans un article publié dans la revue socialiste Monthly Review, Charisse Burden-Stelly, professeur adjoint d'Études afro-américaines et de Sciences politiques au Carleton College, dans le Minnesota, théorise le capitalisme racial américain moderne comme « une économie politique racialement hiérarchisée constituant la guerre et le militarisme, l'accumulation impérialiste, l'expropriation par la domination et la surexploitation de la main d'œuvre ». Elle affirme en outre que le capitalisme racial est enraciné dans l'intersection de l'anti-noirité et de l'anti-radicalisme. Burden-Stelly décrit l'anti-noirité comme la réduction de la noirité à « une catégorie d'abjection et d'assujettissement » par des moyens tels que l'affirmation d'une « différence biologique ou culturelle absolue, la monopolisation du pouvoir politique par la classe dirigeante, la propagande négative et désobligeante des médias de masse [et] la montée d'une législation discriminatoire... ». Elle définit l'anti-radicalisme comme « la répression et la condamnation des idées, des politiques, des pratiques et des modes d'organisation anticapitalistes et/ou de gauche qui sont considérés comme subversifs, séditieux et autrement menaçants pour la société capitaliste. Il s'agit notamment de l'internationalisme, de l'anti-impérialisme, de l'anticolonialisme, de l'activisme pacifiste et de l'antisexisme ». Burden-Stelly s'appuie sur les travaux du sociologue d'origine trinidadienne Oliver Cromwell Cox pour affirmer que « le capitalisme racial américain moderne est né dans le contexte de la Première Guerre mondiale, lorsque, comme l'explique Cox, les États-Unis ont profité du conflit pour s'emparer des marchés d'Amérique du Sud, d'Asie et d'Afrique pour leur 'capacité surdimensionnée' ». Dans le contexte de la première "peur rouge", Burden-Stelly note qu'un rapport du département de la Justice des États-Unis datant de 1919 et intitulé Radicalism and Sedition Among the Negroes, As Reflected in Their Publications (Radicalisme et sédition parmi les Noirs, tels que reflétés dans leurs publications) condamnait la « 'réaction mal gouvernée des Noirs face aux émeutes raciales', la 'menace de mesures de rétorsion liées au lynchage', la revendication ouverte de l'égalité sociale, l'identification avec les Industrial Workers of the World et la 'défense franche de la doctrine bolchévique ou soviétique' ». Burden-Stelly situe la critique du capitalisme racial développée par Cedric Robinson dans une tradition de critique radicale noire du début et du milieu du XXe siècle, dont les principaux praticiens étaient, entre autres, W. E. B. Du Bois, James W. Ford, les Sojourners for Truth and Justice, Esther Cooper Jackson, Walter Rodney et James Boggs.

### Justice environnementale
Les spécialistes de la justice environnementale aux États-Unis ont soutenu dans la littérature moderne que les systèmes de capitalisme racial et de colonialisme de peuplement permettent aux injustices environnementales de se produire aujourd'hui,,,. Plus précisément, le racisme environnemental est une forme spécifique d'injustice environnementale qui « inclut fréquemment la mise en œuvre de politiques, de réglementations ou de pratiques institutionnelles qui ciblent les communautés de couleur pour des sites de déchets, des zonages et des industries indésirables ». Selon les spécialistes et les militants de la justice environnementale, les exemples de racisme environnemental pratiqués par le gouvernement fédéral et les gouvernements des États américains comprennent le système pénitentiaire, où les personnes de couleur et les sans-papiers constituent la majorité des détenus et des prisonniers qui souffrent de risques et de préjudices sanitaires disproportionnés, ainsi que d'expositions toxiques telles que la crise sanitaire de Flint,.
Des spécialistes de la justice environnementale tels que Laura Pulido, directrice du département d'Études ethniques et professeur à l'Université de l'Oregon, et David Pellow, directeur du département d'Études sur l'environnement et directeur du Global Environmental Justice Project à l'Université de Californie à Santa Barbara, affirment que la reconnaissance du racisme environnemental en tant qu'élément découlant de l'héritage bien ancré du capitalisme racial est cruciale pour le mouvement, le suprémacisme blanc continuant à façonner les relations humaines avec la nature et le travail,,.
Pulido plaide pour un recadrage du mouvement pour la justice environnementale en conceptualisant le racisme environnemental comme un produit du capitalisme racial. Elle souligne trois points principaux : la centralité de la production de différences sociales dans la création de valeur, l'incorporation de la dévaluation des corps non blancs dans les processus économiques et l'approbation active par l'État de la violence raciale sous la forme de la mort et de la dégradation des corps et de l'environnement,,. Dans un exemple précis, Pulido soutient que le capitalisme racial est au cœur de la crise de l'eau de Flint : « Les habitants de Flint sont tellement dévalorisés que leur vie est subordonnée aux objectifs de solvabilité fiscale de la municipalité... Cette dévalorisation est fondée à la fois sur leur noirité et sur leur statut de surnuméraires, les deux étant mutuellement constitués ».
Dans son ouvrage, Pellow décrit comment l'héritage omniprésent de la colonisation européenne des terres amérindiennes aux États-Unis continue de façonner les expériences que les Amérindiens et les autochtones de l'Alaska, ainsi que d'autres communautés minoritaires, ont avec leur environnement. Il affirme que des hiérarchies raciales profondément enracinées sous-tendent le système juridique américain et permettent le racisme environnemental généralisé auquel ces communautés sont confrontées depuis des siècles. Pellow cite une étude du Center for Justice, Tolerance, and Community de l'Université de Californie à Santa Cruz, qui révèle l'exposition disproportionnée aux rejets toxiques industriels, aux risques de cancer et aux dangers respiratoires liés à la pollution que connaissent les communautés de couleur et les résidents à faible revenu dans la région de la baie de San Francisco,. Les auteurs de l'étude estiment qu'il est essentiel de comprendre la dynamique du pouvoir pour analyser les schémas de racisme environnemental ; selon cette perspective, les zones où les communautés de couleur et les résidents à faibles revenus sont incapables de résister et d'influer sur les politiques régionales sont celles où les risques environnementaux aboutissent.

### Disparités COVID-19
Les disparités raciales dans les impacts socioéconomiques et de santé publique du COVID-19 ont également été attribuées au capitalisme racial. Whitney Laster Pirtle, professeur adjoint de sociologie à l'Université de Californie à Merced, soutient dans son article que les conditions sociales développées par le capitalisme racial : 
(a) façonnent de multiples maladies qui interagissent avec COVID-19 pour influencer les mauvais résultats en matière de santé ; (b) affectent les résultats des maladies en augmentant les multiples facteurs de risque pour les pauvres et les personnes de couleur, y compris la ségrégation résidentielle raciale, le sans-abrisme et les préjugés médicaux ; (c) façonnent l'accès à des ressources flexibles, telles que les connaissances médicales et la liberté, qui peuvent être utilisées pour minimiser à la fois les risques et les conséquences de la maladie et (d) reproduisent les schémas historiques d'inégalités dans les pandémies, malgré les nouveaux mécanismes d'intervention censés améliorer les conséquences pour la santé.
Une étude de cas clé utilisée par Pirtle pour illustrer le rôle du capitalisme racial dans les disparités de santé COVID-19 est la surreprésentation de la mortalité chez les Noirs américains à Détroit, dans le Michigan. Les statistiques de santé publique révèlent que les résidents noirs sont à l'origine de 40 % des décès liés au COVID-19 dans un État où ils ne représentent que 14 % de la population. Selon Pirtle, cette disparité est due à la violence structurelle résultant d'un système capitaliste racial. Elle décrit comment le capitalisme racial influence de multiples facteurs de maladie et augmente de multiples facteurs de risque de maladie par le biais de la ségrégation résidentielle raciale qui, par le biais des politiques gouvernementales en matière de logement, est initiée et perpétuée par le racisme sous-jacent dans les institutions législatives et économiques et est finalement mise en œuvre par le système judiciaire,,. Des études montrent que la ségrégation résidentielle raciale réduit l'accès des communautés minoritaires aux espaces verts et aux aliments sains et abordables et augmente l'exposition aux toxines et aux risques environnementaux, ce qui décourage les modes de vie sains et contraint les communautés de couleur à vivre dans des environnements physiques et sociaux néfastes,. À Détroit spécifiquement, une étude menée par des chercheurs en santé de l'Université du Michigan soutient que les relations raciales et spatiales, telles que la ségrégation résidentielle raciale, sont des déterminants fondamentaux de la santé,. Les données cartographiques indiquent que Détroit est l'une des villes les plus ségréguées des États-Unis, ce qui étaye l'argument selon lequel les familles de couleur de Détroit sont plus exposées aux effets du COVID-19 en raison des facteurs de risque accrus résultant de la ségrégation résidentielle raciale,. En outre, Pirtle affirme que le capitalisme racial limite l'accès des communautés minoritaires à des ressources telles que des soins de santé de qualité, auxquels les riches résidents blancs ont plus facilement accès en raison de leurs privilèges sociétaux,,.

### L'Afrique du Sud et Israël
Le capitalisme racial, bien qu'il soit principalement abordé dans le contexte des États-Unis dans la littérature moderne, est considéré comme un système mondial. L'apartheid en Afrique du Sud ainsi que le conflit israélo-arabe en cours ont été attribués à la domination raciale et à l'accumulation de capital. Selon Andy Clarno, auteur de Neoliberal Apartheid : Palestine/Israel and South Africa After 1994, deux aspects essentiels du capitalisme sont l'accumulation par dépossession et les régimes de travail coercitifs, qui constituent des stratégies mises en œuvre par les puissances coloniales en Afrique du Sud et en Palestine/Israël. Clarno cite également l'ouvrage de Saskia Sassen intitulé Expulsions. Brutalité et complexité dans l'économie globale pour expliquer que « le capitalisme mondial fonctionne aujourd'hui selon une 'logique d'expulsion' qui dépossède de plus en plus les gens de leurs emplois, de leurs maisons, de leurs terres et de leurs prestations sociales »,. Il ajoute que la dépossession forcée des terres et des ressources des personnes racialement dévalorisées est un processus racialisé constant d'accumulation du capital, et que les formes d'exploitation du travail telles que l'esclavage, le métayage, la servitude sous contrat, le péonage pour dettes, le travail des condamnés et les ateliers clandestins sont également des caractéristiques intégrales du capitalisme. En outre, les stratégies capitalistes raciales mettent souvent en œuvre une protection contre l'exclusion afin de réserver les emplois aux groupes privilégiés. Selon Clarno, en Afrique du Sud et en Palestine/Israël, le capitalisme néolibéral déracialisé a été présenté comme essentiel à la décolonisation en facilitant la démocratisation de l'État sud-africain et le développement d'un État palestinien indépendant. En réalité, Clarno affirme que la restructuration a conduit à « une décolonisation partielle en Afrique du Sud et à la poursuite du colonialisme de peuplement en Palestine/Israël ; à une réarticulation de la relation entre race et classe dans des contextes d'inégalité croissante et de pauvreté racialisée et à un recours accru à la violence pour policer les pauvres racialisés et sécuriser les puissants ».

## Critiques
Les critiques de la conceptualisation du capitalisme racial de Robinson remettent principalement en question le lien entre la race et le capitalisme, ainsi que la nécessité d'un tel lien, et critiquent également la clarté et la base de la littérature existante sur le capitalisme racial,.
Julian Go, professeur de sociologie à l'Université de Chicago, met en évidence trois tensions dans la théorie du capitalisme racial : « (1) la question de savoir si la 'race', par opposition à d'autres formes de différence, est le principal mode de différenciation dans le capitalisme, (2) si les lacunes de la théorie existante justifient le nouveau concept de 'capitalisme racial' et (3) si le lien entre la race et le capitalisme est une nécessité contingente ou logique ». Go soutient que le terme « capitalisme racial » se réfère généralement aux relations entre l'inégalité raciale et le capitalisme, mais la littérature actuelle ne spécifie pas un ensemble unique de relations causales ou de connexions entre elles ; ainsi, le concept de capitalisme racial ne reflète pas fidèlement une théorie sociologique.
Une autre critique similaire, formulée par les anthropologues Michael Ralph et Maya Singhal, évalue la littérature existante sur le capitalisme racial, soutenant que les termes « race » et « capitalisme » sont rarement définis et que certains chercheurs utilisent le capitalisme racial pour considérer la subjectivité noire comme une condition dégradée et traiter l'esclavage comme un statut d'infamie spécifique au capitalisme, sans fournir de justification théorique ou historique suffisante.